# Tulare (California)
Tulare, fundada en 1888, es una ciudad ubicada en el condado de Tulare en el estado estadounidense de California. En el año 2009 tenía una población de 59,535 habitantes y una densidad poblacional de 1,018.4 personas por km².

## Geografía
Tulare se encuentra ubicada en las coordenadas 36°12′24″N 119°20′33″O / 36.20667, -119.34250. Según la Oficina del Censo, la ciudad tiene un área total de 43,2 km² (16,7 mi²), de la cual 43,2 km² (16,7 mi²) es tierra y 0 km² (0 mi²) (0%) es agua.

## Demografía
Según la Oficina del Censo en 2000 los ingresos medios por hogar en la localidad eran de $33,637, y los ingresos medios por familia eran $36,935. Los hombres tenían unos ingresos medios de $31,467 frente a los $23,775 para las mujeres. La renta per cápita para la localidad era de $13,655. Alrededor del 20.7% de la población estaban por debajo del umbral de pobreza.